# Kim Perrot
Pour les articles homonymes, voir Perrot.
Kim Perrot (née le 18 janvier 1967 à Lafayette et morte le 19 août 1999) est une joueuse américaine de basket-ball, évoluant au poste d'arrière.

## Biographie
Après une carrière en Europe qui la voit évoluer en Suède, Allemagne, Israël ou France, elle rejoint la WNBA. Sa petite taille pour une arrière, 1,67 mètre, aurait pu être un obstacle pour une carrière en WNBA, mais sa personnalité et sa combativité lui offrent un poste de titulaire aux Comets de Houston. Elle y côtoie Cynthia Cooper et elle aide son club à obtenir deux titres consécutifs de champion WNBA.
En février 1999, et bien qu'elle soit non fumeuse, elle se voit diagnostiquer un cancer du poumon, qui évoluera ensuite en cancer du cerveau. Elle décide de se battre et de faire mentir les avis des médecins. Elle se rend ainsi au Mexique pour tenter des traitements qui n'ont pas d'existence aux États-Unis. Le 19 août 1999, revenue à Houston, elle décède entourée de ses proches et son amie et coéquipière Cynthia Cooper. Elle est ainsi la première joueuse de WNBA en activité à décéder.
De nombreuses personnes pensent que sa mort a contribué à consolider les liens au sein de son ancienne équipe qui obtient son troisième titre consécutif. Ce titre est salué par un « #3 for #10 » (no 3 pour no 10) par son amie Cynthia Cooper. Elle se voit également attribuer le titre de championne 1999 à titre posthume. Son maillot, le numéro 10, est également retiré.
La WNBA décide de lui rendre hommage en donnant son nom au Trophée Kim Perrot de la sportivité, qui récompense la joueuse « représentant le mieux les valeurs du sport sur le terrain, le comportement éthique, le fair-play et l'intégrité » durant la saison.

## Club

### Universitaire
- Ragin' Cajuns de la Louisiane

### Europe
- 1990-1991 :  Visby Ladies
- 1991-1992 :  Bramen Wuppertal
- 1994-1995 :  Maccabi Tel-Aviv
- 1996-1997 :  RC Strasbourg

### Ligues d’été
- 1997-1998 :  Comets de Houston

## Palmarès

### Club
- Championne WNBA 1997, 1998
- Championne WNBA 1999 à titre posthume.